# Ba Hawa Keïta
Ba Hawa Keïta (nascido em 20 de outubro de 1952) é uma política e diplomata do Mali. Ela foi Ministra do Trabalho e Formação Profissional e embaixadora do Mali no Senegal e na Alemanha.

## Juventude e carreira
Keïta nasceu em Kayes. Ela requentou a École normale supérieure em Bamako, onde se formou com um mestrado em alemão em 1974. Ela começou a sua carreira como professora nas Modern High Schools de Adzopé e depois em Cocody na Costa do Marfim, onde ensinou alemão de 1977 a 1982. Quando voltou ao Mali, lecionou no Lycée des Jeunes de Bamako em 1982. Depois de deixar o emprego de professora, ela ingressou na Comissão de Turismo do Mali, onde foi chefe da Divisão de Promoção e Relações Públicas. Ela trabalhou no Ministério da Comunicação como gerente de projetos de 1997 a 2002, em seguida, como consultora técnica. Keïta foi nomeada Ministra do Trabalho e da Formação Profissional em 20 de junho de 2005, servindo no governo de Ousmane Issoufi Maïga até 3 de outubro de 2007. Ela foi mais tarde embaixadora do Mali no Senegal de 2008 a 2011 e na Alemanha de 2011 a 2015.